# Бабашов Володимир Васильович
Бабашов Володимир Васильович (рос. Бабашов Владимир Васильевич; нар. 18 листопада 1951, Пенза, Пензенська область, СРСР) — радянський хокеїст, нападник.

## Біографія
Вихованець пензенського хокею. Виступав за «Дизеліст», «Сокіл» (Київ), «Іжсталь» та «Буран» Воронеж. У складі київського «Сокола» відіграв вісім сезонів. У вищій лізі закинув 51 шайб, зробив 26 результативних передач. Ще 115 результативних влучень у ворота суперників у першій лізі. Вважався одним із найкращих нападників свого часу, виступав за російську команду ветеранів «Легенди хокею».

## Статистика
Статистика виступів за «Сокіл» в елітному дивізіоні.
| Сезон               | Клуб                | Ліга                | І   | Г  | П  | О  | ШХ  |
| ------------------- | ------------------- | ------------------- | --- | -- | -- | -- | --- |
| 1969–70             | «Дизеліст» (Пенза)  | перша               | -   | 0  | -  | -  | -   |
| 1970–71             | «Дизеліст» (Пенза)  | перша               | 46  | 15 | -  | -  | 24  |
| 1971–72             | «Дизеліст» (Пенза)  | перша               | 48  | 23 | 4  | 27 | 37  |
| 1972–73             | «Дизеліст» (Пенза)  | перша               | -   | 29 | -  | -  | -   |
| 1973–74             | «Сокіл» (Київ)      | перша               | 48  | 11 | 4  | 15 | 32  |
| 1974–75             | «Сокіл» (Київ)      | перша               | 50  | 19 | 4  | 23 | 46  |
| 1975–76             | «Сокіл» (Київ)      | перша               | 46  | 20 | 4  | 24 | 51  |
| 1976–77             | «Сокіл» (Київ)      | перша               | 50  | 32 | 11 | 43 | 35  |
| 1977–78             | «Сокіл» (Київ)      | перша               | 52  | 33 | 18 | 51 | 48  |
| 1978–79             | «Сокіл» (Київ)      | вища                | 42  | 21 | 9  | 30 | 40  |
| 1979–80             | «Сокіл» (Київ)      | вища                | 44  | 21 | 13 | 34 | 24  |
| 1980–81             | «Сокіл» (Київ)      | вища                | 43  | 9  | 4  | 10 | 24  |
| 1981–82             | «Іжсталь» (Іжевськ) | вища                | 34  | 1  | 5  | 6  | 18  |
|                     | «Іжсталь» (Іжевськ) | перехідна           | 5   | 1  | 0  | 1  | 2   |
| 1982–83             | «Буран» (Воронеж)   | перша               | 24  | 12 | -  | -  | -   |
| 1987–88             | «Дизеліст» (Пенза)  | перша               | 2   | 2  | 1  | 3  | 2   |
| Усього у вищій лізі | Усього у вищій лізі | Усього у вищій лізі | 163 | 52 | 31 | 83 | 106 |